# Warstwy białokamieńskie
Warstwy białokamieńskie (warstwy z Białego Kamienia, formacja z Białego Kamienia, ogniwo zlepieńców z Białego Kamienia) – seria skał osadowych wieku górnokarbońskiego, występujące w niecce śródsudeckiej. 
Warstwy białokamieńskie składają się głównie ze zlepieńców grubootoczakowych, kwarcowych, przeławiconych piaskowcami gruboziarnistymi, niekiedy drobnoziarnistymi. Występują w nich dwa pokłady węgla kamiennego. Miąższość warstw białokamieńskich dochodzi do 200–300 m.
Są to osady lądowe, rzeczne.
Pod nimi zalegają warstwy wałbrzyskie, a nad nimi warstwy żaclerskie.
Nazwa pochodzi od dzielnicy Wałbrzycha – Biały Kamień.